# Le Cros
Le Cros (okzitanisch: Lo Cròs) ist eine französische Gemeinde mit 57 Einwohnern (Stand: 1. Januar 2022) im Département Hérault in der Region Okzitanien (vor 2016 Languedoc-Roussillon). Sie gehört zum Arrondissement Lodève und zum Kanton Lodève. Die Einwohner werden Crossiens genannt.

## Geographie
Le Cros liegt am Rand der Hochebene Causse du Larzac an der Grenze zu den Départements Aveyron und Gard, etwa 45 Kilometer westnordwestlich von Montpellier. Die Gemeinde grenzt an La Couvertoirade im Nordwesten und Norden, Campestre-et-Luc im Norden und Nordosten, Sorbs im Osten, Saint-Michel im Südosten, Pégairolles-de-l’Escalette im Süden und Südwesten, Saint-Félix-de-l’Héras im Südwesten sowie Le Caylar im Westen.

## Bevölkerungsentwicklung
| Jahr                       | 1962 | 1968 | 1975 | 1982 | 1990 | 1999 | 2009 | 2020 |
| Einwohner                  | 51   | 49   | 38   | 34   | 32   | 38   | 48   | 56   |
| Quellen: Cassini und INSEE |      |      |      |      |      |      |      |      |

## Sehenswürdigkeiten
- Himmelfahrts-Kirche
- Schloss Le Cros aus dem 16./17. Jahrhundert

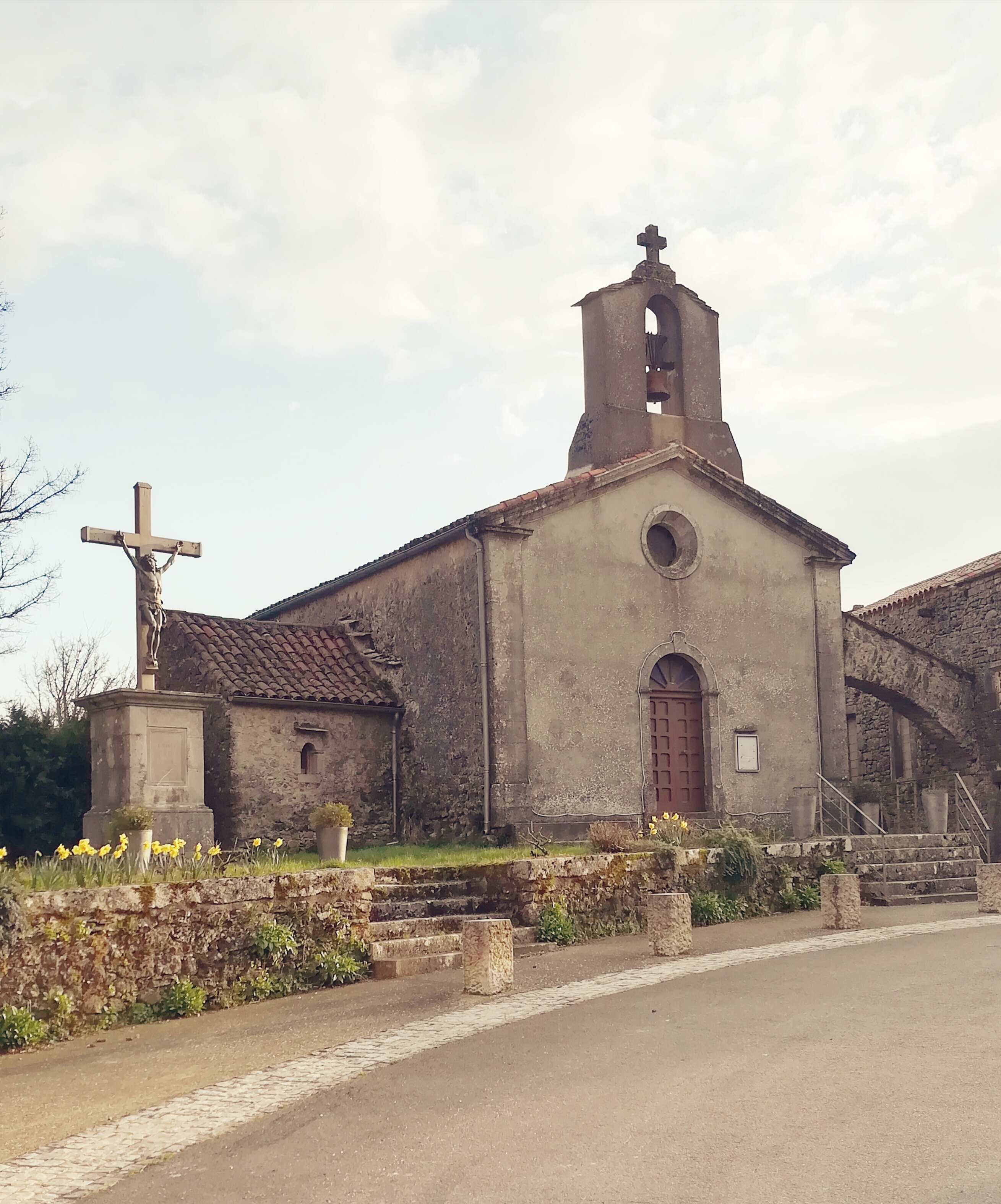
Himmelfahrtskirche
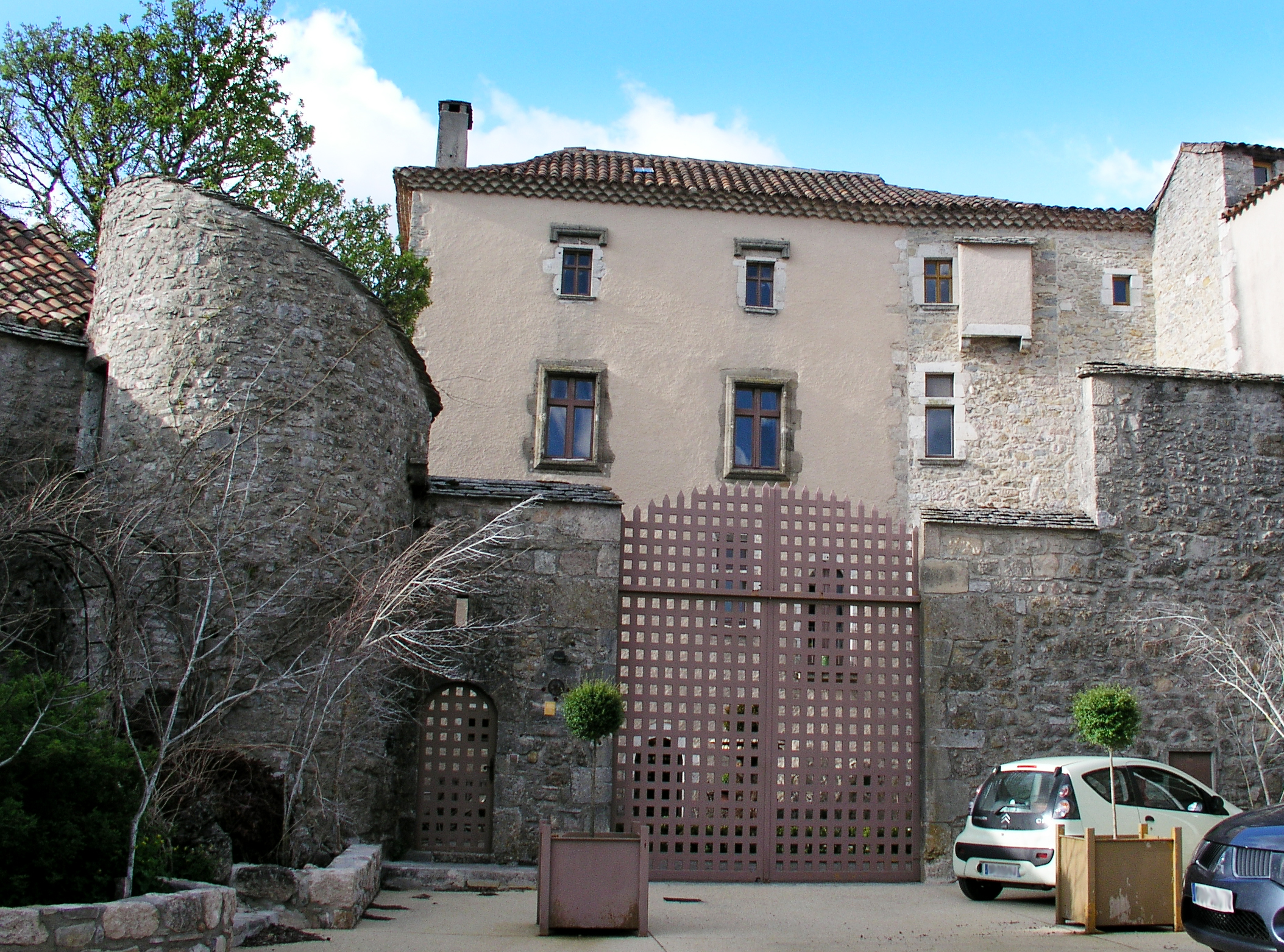
Schlossplatz